# Tribble

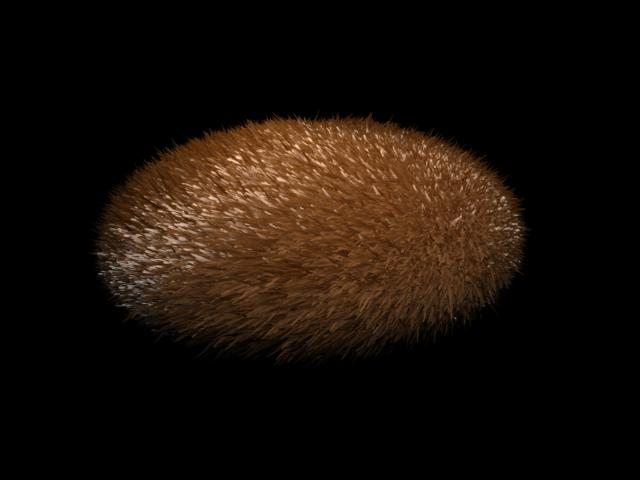
Tribble, wygląd zewnętrzny

Tribble (łac. Polygeminus grex, kl. yIH) – fikcyjny gatunek istot z uniwersum Star Trek. Ich planetą macierzystą była Iota Geminorum IV.

## Wygląd i zachowanie
Tribblesy są wielkości niewielkiego psa lub kota, a ich młode mieszczą się ludziom na dłoni. Ze względu na bujne, puszyste futro wyglądem przypominają nieco kota perskiego. Jednak w odróżnieniu od tej ziemskiej rasy nie mają wyraźnie zaznaczonych żadnych części ciała. Futro przybiera różne barwy, od bieli przez jasny i ciemny brąz, żółć do czerwono-pomarańczowego i czarnego. Jest to gatunek niezwykle łagodny ale szalenie ekspansywny z uwagi na bardzo szybkie tempo rozmnażania. Według badań prowadzonych przez doktora Leonarda McCoya stworzenia te mają dwa życiowe cele: jedzenie i rozmnażanie. Tribble rodzą się już w ciąży i przeznaczają ok. połowy energii uzyskiwanej z pożywienia na reprodukcję i wydają na świat młode co 12 godzin gdy mają stały dostęp do pożywienia. Wydają dźwięki podobne do mruczenia, które działają relaksująco i kojąco na ludzi. Są jednak - z wzajemnością - uczulone na Klingonów, w których obecności wydają piskliwe, irytujące dźwięki, będące prawdopodobnie odpowiednikiem ludzkiego krzyku. Również w Klingonach obecność Tribblesów wzbudza gniew i agresję, analogicznie do tarć występujących pomiędzy ziemskimi psami i kotami. Nie należący do kanonu Podręcznik medyczny Gwiezdnej Floty sugeruje, że wzajemna niechęć Tribblesów i Klingonów może się wiązać z wyostrzonym zmysłem węchu u obydwu gatunków, dla których wzajemny zapach jest odrażający i denerwujący.

## Rola w uniwersum
Tribble nie odgrywają głównej roli w świecie Star Treka, należą jednak do najbardziej rozpoznawalnych istot z tego uniwersum. Pojawiają się łącznie w czterech serialowych odcinkach oraz epizodycznie w czterech filmach. Zadebiutowały w 15 odcinku II sezonu Star Trek: Seria oryginalna (Kłopoty z Tribblesami), gdzie stanowiły trzon akcji odcinka. Zostały wytępione przez Klingonów pod koniec XXIII wieku, jednak do życia „przywróciła” ich przypadkowo załoga USS Defiant w XXIV wieku.

### Pierwszy kontakt z ludźmi
W kanonie nie określono dokładnej daty pierwszego kontaktu. Z punktu widzenia powstawania seriali i filmów pierwszy kontakt nastąpił gdzieś w XXIII wieku, a prawdopodobnie pierwszym przedstawicielem Federacji, który napotkał Tribble'a była porucznik Nyota Uhura, która otrzymała w prezencie jedno młode na federacyjnej Stacji Kosmicznej K7 od drobnego handlarza, Cyrano Jonesa, i zabrała go na USS Enterprise, gdzie stworzenie w ekspresowym tempie zaczęło się mnożyć. Natomiast biorąc pod uwagę zmianę chronologii wprowadzoną w nowych filmach rozgrywających się w uniwersum, pierwszy raz Ludzkość spotkała się z Tribblesami w roku 2152 (serial Star Trek: Enterprise, seria II, odc. 21 Wyłom).

### Stosunek innych ras wobec Tribblesów
- Ludzkość: Gwiezdna Flota uznała Tribblesy za stworzenia niebezpieczne i wpisała na listę gatunków objętych zakazem przewozu. Postrzegane są jednak za stworzenia sympatyczne i nie stanowiące zagrożenia sensu stricto. W XXIV wieku załoga USS Defiant przypadkowo przeniesiona w czasie do momentu walki z nimi załogi kapitana Kirka (Kłopoty z Tribblesami), powróciła do swojej czasoprzestrzeni przywożąć ze sobą Tribblesy i „przywróciła” je tym samym do życia.
- Wolkanie: ze względu na tłumienie i nieokazywanie uczuć i emocji, Tribblesy nie wzbudzają w Wolkanach takich odczuć jak u ludzi. Natomiast z uwagi na ich niebezpiecznie szybkie tempo reprodukcji i logiczny tryb myślenia Wolkanów istoty te nie są postrzegane pozytywnie.
- Klingoni: wzajemna „alergia” powoduje u obydwu gatunków wzajemną awersję. Z czasem przerodziła się ona w głęboką nienawiść (Tribblesy są postrzegane przez Klingonów jako ekstremalnie niebezpieczne szkodniki i zagrożenie ekologiczne). Klingoni wykorzystując inżynierię genetyczną wyhodowali Glommery, które żywiły się Tribblesami. W bliżej nieokreślonym czasie podjęto także zakrojone na szeroką skalę działania zbrojne: klingońska flota dokonała zmasowanego ataku na macierzystą planetę Tribblesów, Iotę Geminorum IV, którą zniszczyła. Tępienie tego gatunku doprowadziło ostatecznie do wymarcia (jak się jednak okazało tylko czasowo) Tribblesów pod koniec XXIII stulecia. Konstabl Odo, uczestniczący w podróży w czasie i przestrzeni do Stacji Kosmicznej 7 (Kłopoty z Tribblesami), słysząc od Worfa że Klingoni tępili te puszyste stworki, ironicznie zapytał - nawiązując do chwalebnych wydarzeń z historii Klingonów - czy jego ziomkowie wciąż śpiewają pieśń o Wielkim Polowaniu na Tribble.

## Filmy i seriale z ich udziałem
- Star Trek: Seria oryginalna (sezon II odc. 15 Kłopoty z Tribblesami);
- Star Trek: Seria animowana (sezon I, odc. 5 Więcej Tribblesów, więcej kłopotów);
- Star Trek: Stacja kosmiczna (sezon V, odc. 6 Próby i akcje z Tribblesami);
- Star Trek: Enterprise (sezon II, odc. 21 Wyłom);
- Star Trek III: W poszukiwaniu Spocka;
- Star Trek: Pokolenia
- Star Trek film z 2009;
- W ciemność. Star Trek

Tribblesy pojawiają się także w grach komputerowych z uniwersum Star Trek (np. Star Trek Online) oraz doczekały się w roku 2000 wydania własnej gry karcianej The Tibbles.